# Sandra Echeverría
Sandra Echeverría Gamboa  (Ciudad de México, 11. prosinca 1984.), meksička glumica i pjevačica, najpoznatija po ulozi u Telemundovoj seriji Marina. Pjeva i uvodnu pjesmu telenovele Marina "Nos volveremos a ver".

## Životopis
Ova pjevačica i glazbenica glumila je u nekoliko televizijskih filmova i serija. Kao glazbenica, imala je na preko 200 nastupa u pop-grupi "Perfiles". Također je otpjevala naslovnu kompoziciju u telenoveli "Marina".
Neke od nagrada koje je osvojila su : Najbolje novo lice na "ACE NY Awards in 2007", Najbolji novi glumac na "Mexican Jurnalists Circle in 2002. godine i prvo mjesto na "Festival Interescolar Singing Contest in 1995."

## Privatni život
Sandra tečno govori španjolski i engleski i obožava ples. U slobodno vrijeme se bavi tenisom i jahanjem.

## Uloge

### Telenovele
- La fuerza del destino -  (2011.)
- Klon - Jade (2010.)
- Marina (2006. – 2007.) - Marina Alarcón Morales
- Soñarás - Estefanía (2004./2005.)
- Subete A Mi Moto, 2002. - Mariana

### Ostalo
- La vida es una canción
- Sin permiso de tus padres ... Sandra
- Free Style - Persigiendo Un Sueño (2008.)
- 2033 (2009.)
- De día y de noche (2009.)
- El Diez (.2009.)

## Vanjske poveznice
- Sandra Echeverría na Internet Movie Database-u
- Sandra Echeverría  Arhivirana inačica izvorne stranice od 30. ožujka 2010. (Wayback Machine)
- Biosstars  Arhivirana inačica izvorne stranice od 12. srpnja 2010. (Wayback Machine)